# Benjamin Bellot
Benjamin Bellot (Lipcse, 1990. július 30.) német labdarúgó, a Chemie Leipzig kapusa.

## Pályafutása
2004-ig a VfB Leipzig ifjúsági csapatában szerepelt, majd az FC Sachsen Leipzig csapatába került. 2009-ben csatlakozott az RB Leipzig klubjához, ahol Sven Neuhaus mögött a másodszámú kapus szerepét töltötte be. A bajnokság 24. fordulójában az 1. FC Gera 03 csapata ellen a 12. percben küldte pályára Tino Vogel a klub akkori menedzsere Neuhaus kisebb sérülése miatt. Ezzel a mérkőzéssel debütált a klubban. A szezon végén megnyerték a bajnokságot, és Bellot is maradt a csapatnál. A Regionalligában sem tudott a klub első számú kapusává válni, mert érkezett a klubhoz Pascal Borel, majd Fabio Coltorti.
A 2013-2014-es szezonban a harmadosztályban Fabio Coltorti és Erik Domaschke mögött csak harmadszámú kapus volt. Szezon közben a klub mindkettő kapusa megsérült, így Alexander Zorniger menedzsernél első számú kapussá lépett elő és 11 bajnoki mérkőzésen védte a lipcsei kaput. Bellot a klub U23-as csapatában nem volt hajlandó védeni a szezon során. A szezon végén feljutottak a Bundesliga 2-be. 2017 júniusában aláírt a dán Brøndby IF együtteséhez, itt újra csapattársak lettek Kalmár Zsolttal.

## Statisztika
| Klub       | Szezon   | Bajnokság | Bajnokság | Kupa  | Kupa | Nemzetközi | Nemzetközi | Összesen | Összesen |
| Klub       | Szezon   | Mérk.     | Gól       | Mérk. | Gól  | Mérk.      | Gól        | Mérk.    | Gól      |
| ---------- | -------- | --------- | --------- | ----- | ---- | ---------- | ---------- | -------- | -------- |
| RB Leipzig | 2009-10  | 1         | 0         | 0     | 0    | -          | -          | 1        | 0        |
| RB Leipzig | 2010-11  | 0         | 0         | 0     | 0    | -          | -          | 0        | 0        |
| RB Leipzig | 2011-12  | 1         | 0         | 0     | 0    | -          | -          | 1        | 0        |
| RB Leipzig | 2012-13  | 2         | 0         | 0     | 0    | -          | -          | 2        | 0        |
| RB Leipzig | 2013-14  | 11        | 0         | 0     | 0    | -          | -          | 11       | 0        |
| RB Leipzig | 2014-15  | 13        | 0         | 1     | 0    | -          | -          | 14       | 0        |
| RB Leipzig | 2015-16  | 0         | 0         | 0     | 0    | -          | -          | 0        | 0        |
| Összesen   | Összesen | 28        | 0         | 1     | 0    | 0          | 0          | 29       | 0        |

## Sikerei, díjai
- RB Leipzig:
  - NOFV-Oberliga Süd bajnok: 2009-2010
  - Regionalliga Nordost bajnok: 2012-13
  - Szászország kupa győztes: 2011, 2013
- Brøndby IF
  - Dán kupa: 2017–18